# Ponta Jalunga
Ponta Jalunga är en udde i Kap Verde.   Den ligger i kommunen Brava, i den sydvästra delen av landet, 130 km väster om huvudstaden Praia. Ponta Jalunga ligger på ön Ilha Brava.
Terrängen inåt land är huvudsakligen kuperad, men norrut är den platt. Havet är nära Ponta Jalunga åt nordost. Trakten är glest befolkad. Närmaste större samhälle är Vila Nova Sintra, 4,0 km sydväst om Ponta Jalunga. 